# Betalain

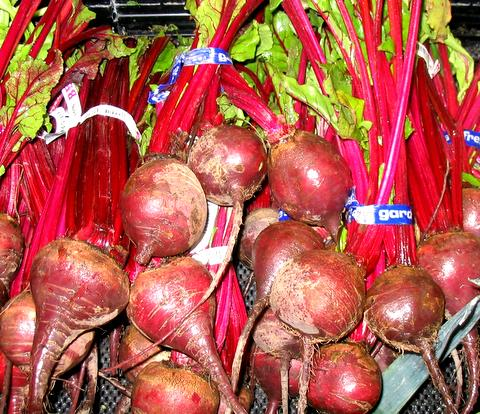
Färgen hos rödbetor kommer från betalainer.

Betalainer är en grupp av röda och gula indolderivat som förekommer som växtpigment inom ordningen Caryophyllales, där de "ersätter" antocyaniner. Betalainer förekommer också hos några ordningar inom "högre svampar". De är vanligen mest framträdande hos blommornas kronblad, men kan ge färg även åt frukter, blad, stjälkar och rötter hos växter som producerar dem. De innefattar bland annat de pigment som ger rödbetor deras färg.

## Beskrivning

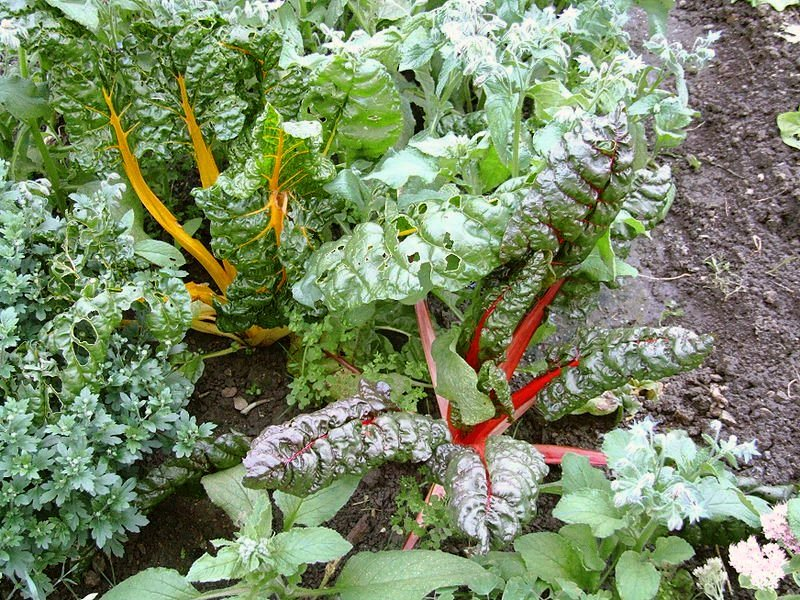
Mangold, ett exemplar med gula betaxantiner och ett annat med röda betacyaniner.

Namnet kommer från det vetenskapliga namnet på beta (Beta vulgaris) från vilken betalainer först extraherades. Den djupt röda färgen hos rödbetor, bougainvillea, amaranter och många kaktusar beror på betalainpigment. De speciella nyanserna av rött till violett är karakteristiska och skiljer sig från de antocyaninpigment som finns hos de flesta växter.
Det finns två typer av betalainer:
- Betacyaniner är rödaktiga till violetta och inkluderar bland andra betanin, isobetanin, probetanin och neobetanin.
- Betaxantiner är gula till orange och bland dessa återfinns vulgaxantin, miraxantin, portulaxantin och indicaxantin.

Växtfysiologer är inte säkra på vilken roll betalainerna spelar för de växter som producerar dem, men det finns preliminära resultat som visar på att de kan tjäna som fungicider. Betalainer har även hittats i fluorescenta blommor.

## Kemi

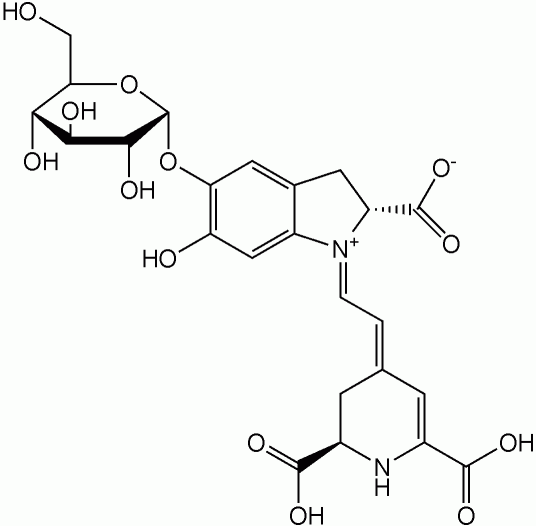
Betanin, strukturformel.

Förut trodde man att betalainer var besläktade med antocyaniner, de röda till blå pigment som återfinns hos de flesta växter. Både betalainer och antocyaniner är vattenlösliga pigment som finns lösta i vätskan i cellernas vakuoler. Men, betalainer skiljer sig både strukturellt och vad gäller kemiska egenskaper från antocyainerna och de två ämnestyperna har aldrig hittats förekommande i samma växt. Betalainer innehåller exempelvis kväve, vilket inte antocyaniner gör.
Det är nu känt att betalainer är aromatiska indolderivat som syntetiseras från tyrosin. De är inte släkt med antocyaniner och är inte ens flavonoider. Ett stort genombrott gjordes av Hugo Wyler och hans medarbetare som 1963 lyckades kristallisera betanin och 1975 lyckades Karl Hermann och André Samuel Dreiding syntetisera betalainer.
Alla betalainer är glykosider och består av en sockerdel och en "färgbärande" del. Deras syntes gynnas av ljus. Den mest studerade betalainen är betanin, även kallat "rödbetsrött" eftersom det kan fås från rödbetor. Betanin är en glykosid av glukos och betanidin och kan uppdelas i dessa genom hydrolys. Det används som livsmedelsfärg (E162) och färgen är pH-beroende. Andra betalainer i betor är isobetanin, probetanin och neobetanin. Färgen hos betanin och indicaxantin (β-xantin utan L-prolin) påverkas av uppvämning i mikrovågsugn. Tillsats av 2,2,2-trifluoretanol (TFE) har rapporterats förbättra stabiliteten mot hydrolys för vissa betalainer i vattenlösning. Ett betanin-europium-komplex har vidare använts för att spåra kalciumdipikolinat hos bakteriesporer hos bland andra Bacillus anthracis and Bacillus cereus.
Andra viktiga betacyaniner är amarantin och isoamarantin som båda isolerats från amarantarter.

## Taxonomisk betydelse

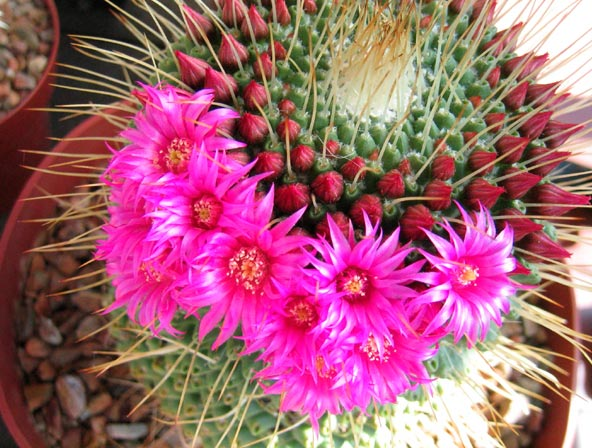
Kaktusblommor (Mammillaria sp.) innehåller betalainer.

Betalainpigment förekommer bara inom Caryophyllales (blomväxter) och vissa Basidiomycota (svampar). De förekommer ibland tillsammans med antoxantiner (gula till orange flavonoider) hos blomväxter, men aldrig tillsammans med antocyaniner.
Inom ordningen Caryophyllales producerar växterna i de flesta familjerna betalainer och saknar antocyaniner; de enda undantagen är nejlikväxterna (Caryophyllaceae) och kransörtsväxterna (Molluginaceae) som producerar antocyaniner och inte betalainer. Den begränsade utbredningen av betalainer hos blomväxterna utgör en synapomorfi för Caryophyllales, trots att syntesförmågan saknas hos två familjer.

## Ekonomisk betydelse

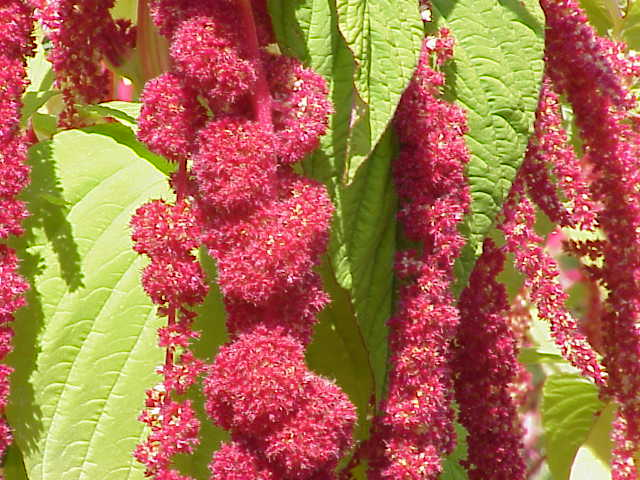
Blomställningen av "rävarumpa" (Amaranthus caudatus) innehåller stora mängder av betalainer.

Betanin används kommersiellt som livsmedelsfärg (E162). Det kan rödfärga urin och avföring hos personer som inte förmår bryta ner det. Livsmedelsindustrins intresse för betalainer har ökat sedan de konstaterats med in vitro-metoder som antioxidanter, som kan skydda LDL ("Low Density Lipoprotein") mot oxidation.
Hopiindianerna använder blodamarantens betacyaninrika blommor för att framställa ett djuprött färgämne ("Hopi Red Dye").

## Halvsyntetiska derivat
Betanin, extraherat från rödbetor, har använts som utgångsmaterial för halvsyntetisk framställning av en kumarin som användes som en fluorescent "probe" vid avbildning av levande röda blodkroppar som var infekterade av Plasmodium.